# 보르지기트 샤크토르자브

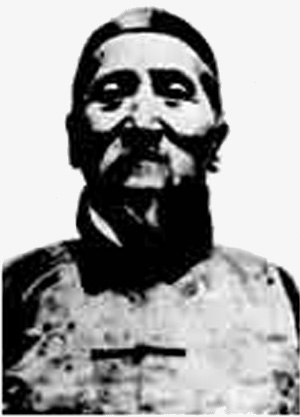

보르지기트 샤크토르자브(중국어 간체자: 沙克都尔扎布, 정체자: 沙克都爾扎布, 병음: Shākèdūĕrzhābù: 1873년[동치 12년] - 1945년[민국 34년] 7월)는 중국 청말민국 시대 내몽골의 정치인이다. 국민정부 시절 수원성 경내 몽고 각맹기 지방자치정무위원회 위원장을 역임했다. 자는 괴점(魁占). 사왕(沙王)이라고도 불렸다.
1912년(민국 원년) 버이서(패자)(貝子) 작위를 받았고, 이듬해 기윤왕(군왕)(君王)으로 승작했다. 이후 이흐쇼맹 맹장이 되었다. 1928년(민국 16년) 10월 국민정부에 의해 수원성 정부위원으로 임명되었고, 이후 1940년(민국 29년) 10월까지 12년간 재임했다. 1932년(민국 21년) 10월에는 이흐쇼맹 보안장관이 되었다.
1934년(민국 23년) 3월 하응흠이 몽고지받자치지도장관에 취임하자 윤덴 왕축이 몽고지방자치정무위원회 위원장에 취임하고, 샤크토르자브는 동 위원회 부위원장에 기용되었다. 또한 이흐쇼맹 맹장에도 취임했다. 1936년(민국 25년) 5월, 국민정부 중앙은 이 위원회를 수원성 경내와 찰합이성 경내의 두 몽고지방자치정무위원회로 분할했는데, 샤크토르자브는 전자의 위원장으로 기용되었다. 이 시기 일본군이 몽골 군정부를 수립하자 윤덴 왕축 등 자치위원회 주요인사 대부분이 거기에 참여했고, 샤크토르자브도 일방적으로 군정부 부주석으로 위촉되었다. 그러나 샤크토르자브는 일본에 협력하기를 거부하고 국민정부 측에 머물렀다.
1938년(민국 27년) 4월, 샤크토르자브는 국민정부 위원으로 임명되었다. 1943년(민국 32년) 진장첩이 이끄는 국민혁명군이 이흐쇼맹으로 진공해 들어오면서 약탈방화를 일삼은 이맹사건이 일어나자 샤크토르자브는 이에 격렬하게 반발, 중국공산당의 지배지역에 걸쳐 항의하고 국민정부 중앙에 평화적 해결을 위한 6개항 요구안을 제기했다. 1945년(민국 34년) 5월 중국국민당 제6기 중앙집행위원으로 선출되었으나 그해 7월 병사했다. 향년 73세.
장남 악기이호아극도는 중공에서 내몽골 자치구 정협부주석 등을 역임했다.

## 참고 자료
- 徐友春主編『民国人物大辞典 増訂版』河北人民出版社、2007年。ISBN 978-7-202-03014-1。
- 劉国銘主編『中国国民党百年人物全書』団結出版社、2005年。ISBN 7-80214-039-0。
- 劉寿林ほか編『民国職官年表』中華書局、1995年。ISBN 7-101-01320-1。
- 東亜問題調査会編『最新支那要人伝』朝日新聞社、1941年。